# كوزماس الثالث
كوزماس الثالث بطريرك الإسكندرية للروم الأرثوذكس من 1737 الي 1746. 
من 28 مارس 1719 إلى 1721 ، شغل منصب مطران بيسيدية . في 5 مارس 1737 انتخب بطريرك كنيسة الإسكندرية للروم الأرثوذكس. ساعده في إدارة شؤونه الأرشمندريت ماثيو بسالتيس ، الذي عينه البطريرك كوزماس خلفًا له. [بحاجة لمصدر]